# Comté de Monroe (Géorgie)
Pour les articles homonymes, voir Comté de Monroe.
Le comté de Monroe est un comté de Géorgie, aux États-Unis.

## Démographie
| 1830   | 1840   | 1850   | 1860   | 1870   | 1880   |
| ------ | ------ | ------ | ------ | ------ | ------ |
| 16 202 | 16 275 | 16 985 | 15 953 | 17 213 | 18 808 |

| 1890   | 1900   | 1910   | 1920   | 1930   | 1940   |
| ------ | ------ | ------ | ------ | ------ | ------ |
| 19 137 | 20 682 | 20 450 | 20 138 | 11 606 | 10 749 |

| 1950   | 1960   | 1970   | 1980   | 1990   | 2000   |
| ------ | ------ | ------ | ------ | ------ | ------ |
| 10 523 | 10 495 | 10 991 | 14 610 | 17 113 | 21 757 |

| 2010   | - | - | - | - | - |
| ------ | - | - | - | - | - |
| 26 424 | - | - | - | - | - |